# Dorsum Termier
Dorsum Termier – grzbiet na powierzchni Księżyca  o długości około 90 km. Znajduje się na współrzędnych selenograficznych ☾ 11,0°N 58,0°E/11,000000 58,000000. Dorsum Termier znajduje się na obszarze Mare Crisium.
Nazwa grzbietu została nadana w 1976 roku przez Międzynarodową Unię Astronomiczną i pochodzi od Pierre-Marie Termiera (1859-1930), francuskiego geologa.